# Insel Air
Insel Air was een particuliere luchtvaartmaatschappij gevestigd op Curaçao. De IATA-code is 7I. De naam verwijst naar het Duitse woord voor eiland (Insel).
Insel Air is opgericht in 1993, en is vanaf 2006 operationeel. De thuisbasis van Insel Air is Hato Airport. Er werd gevlogen op 21 bestemmingen in Amerika (continent).
Tussen 2013 en begin 2018 werkte Insel Air samen met KLM op Caribische routes vanuit Curaçao. Dit betekende dat passagiers hun bagage niet opnieuw hoefden in te checken, en dat men op één ticket van en naar bestemmingen van KLM en Insel Air kon reizen.

## Betalingsproblemen
Begin 2017 kampte de luchtvaartmaatschappij met betalingsproblemen. De Curaçaose overheid heeft 17 miljoen euro overheidssteun gegeven aan de noodlijdende luchtvaartmaatschappij. Daarmee kreeg zij 51 procent van de aandelen van Insel Air in handen. Gilles Filiatreault werd benoemd als crisismanager om Insel Air weer vlot te trekken. In februari 2019 werd Insel Air failliet verklaard.

## Vloot
| Fokker 50               | 6  | 0 | 50  | 50  |                                                                    |  |  |
| Fokker 70               | 3  | 0 | 80  | 80  | Alle komen van KLM Cityhopper Worden gebruikt door Insel Air Aruba |  |  |
| McDonnell Douglas MD-82 | 4  | 0 | 152 | 152 | Eén vliegtuig op dit moment in gebruik bij Insel Air Aruba         |  |  |
| McDonnell Douglas MD-83 | 3  | 0 | 152 | 152 |                                                                    |  |  |
| Totaal                  | 16 | 0 |     |     |                                                                    |  |  |